# Parisienne Walkways
«Parisienne Walkways» es una canción del guitarrista norirlandés de blues rock y hard rock Gary Moore, lanzado como el segundo sencillo del álbum Back on the Streets en 1979 a través del sello MCA Records. Fue escrita por Gary en conjunto con su amigo Phil Lynott, líder de Thin Lizzy que además es el vocalista principal. Su melodía está basada en la canción de jazz «Blue Bossa» de Kenny Dorham y su letra trata sobre la ciudad francesa de París en el año 1949.
Obtuvo el puesto 8 en la lista UK Singles Chart del Reino Unido en el mismo año, además en 1993 fue lanzado en versión en vivo y en formato sencillo en CD llamado «Parisienne Walkways '93», que también ingresó en dicha lista en el puesto 32. Esta versión se incluyó en el disco en vivo Blues Alive de 1993 y además en distintos recopilatorios.
En el mismo año se certificó con disco de plata por la British Phonographic Industry, tras superar las 200 000 copias vendidas.

## Lista de canciones
| Sencillo 7" Reino Unido 1979 |                       |          |  |
| N.º                          | Título                | Duración |  |
| 1.                           | «Parisienne Walkways» | 3:08     |  |
| 2.                           | «Fanatical Fascists»  | 2:44     |  |

| Sencillo 7" Reino Unido 1993 |                                           |          |  |
| N.º                          | Título                                    | Duración |  |
| 1.                           | «Parisienne Walkways '93» (en vivo)       | 5:03     |  |
| 2.                           | «Still Got the Blues (For You)» (en vivo) | 6:54     |  |

| Sencillo en CD, Reino Unido 1993 |                                           |          |  |
| N.º                              | Título                                    | Duración |  |
| 1.                               | «Parisienne Walkways '93» (en vivo)       | 5:01     |  |
| 2.                               | «Since I Met You Baby» (con B.B. King)    | 4:40     |  |
| 3.                               | «Still Got the Blues (For You)» (en vivo) | 6:54     |  |
| 4.                               | «Key to Love»                             | 2:20     |  |